# Санто-Приско
Санто-Приско (итал. San Prisco) — город в Италии, располагается в регионе Кампания, в провинции Казерта.
Население составляет 10 010 человек (на 2002 г.), плотность населения составляет 1430 чел./км². Занимает площадь 7 км². Почтовый индекс — 81054. Телефонный код — 0823.
Покровителем населённого пункта считаются святой Приск, епископ африканский, память 1 сентября, и святая Матрона, память 25 января.